# Цахвоа (река)
Цахвоа — река, правый приток Малой Лабы, расположена на северных склонах Главного Кавказского хребта на территории Мостовского района Краснодарского края и протекает по территории Кавказского природного биосферного заповедника.
Берёт начало из высокогорного озера Светикель, расположенного у восточного подножья горы Аджара на высоте 2502 метров. Протяжённость реки до впадения её в реку Малая Лаба составляет 25 км. В своих верховьях течение относительно плавное в русле, расположенном на дне широкого пологого кара. Затем скорость реки увеличивается и она продолжает свой бег по дну каньона. В дальнейшем характер течения реки меняется в зависимости от крутизны долины. Вливаясь в озеро Инпси, течение реки успокаивается.
Река имеет множество притоков, наиболее крупными из которых являются Кардывач, Браконьерская, Пасечный, Юха. Общая площадь водного бассейна реки составляет 156 квадратных километров.
Водный режим зависит от времени года. Наиболее бурные паводки бывают в начале лета, когда происходит быстрое таяние снегов. В период межени (вторая половина лета и осень) река мелеет, воды становятся чистыми и прозрачными, и в это время на выположенных участках её можно перейти вброд.